# 5163 Vollmayr-Lee
Az 5163 Vollmayr-Lee (ideiglenes jelöléssel (5163) 1983 TD2) a Naprendszer kisbolygóövében található aszteroida. Wagner, J. fedezte fel 1983. október 9-én.